# Anex (przedsiębiorstwo)
Anex – polsko-ukraińska firma, producent wózków dziecięcych i fotelików samochodowych dla dzieci.

## Historia
Firma Anex została założona w 2012 roku.
W 2017 roku Anex rozpoczęła współpracę z polskim projektantem Jacobem Birge. W tym samym roku firma weszła na rynki Włoch, Niemiec, Hiszpanii, Portugalii, Węgier i Turcji, a w 2019 roku na rynki RPA, ZEA, Iraku i Iranu. W 2020 roku produkty firmy pojawiły się w Macedonii, Holandii, Mołdawii i Bułgarii. Od 2020 roku firma eksportuje produkty do 42 krajów i posiada około 900 sklepów.
W 2021 roku firma weszła na rynek brytyjski. W 2021 roku Anex został partnerem charytatywnego uruchomienia filtra na Instagramie «Fundacji dobroczyńców» i agencji cyfrowej FFFACE.ME.

## Produkty
W asortymencie firmy znajdują się modele wózków Anex Quant, Anex Air-X, Anex Air-Z, Anex m/type, Anex m/type PRO, Anex e/type, Anex l/type. Model Anex Quant jest wykonany z plastiku pochodzącego z recyklingu.
Anex współpracuje z aktorką Barbarą Kurdej-Szatan, która jest „twarzą” wózka Anex e/type. Ukraińska piosenkarka Dżamała wzięła udział we wspólnym projekcie Vogue.ua i Anex na temat ojcostwa.

## Nagrody
- Nagroda Kids’ Time Star 2016 w kategorii „Wózki”[16][17][18].
- Medal Targów Kielce za prezentację firmy na Kids’ Time 2018[19].
- Nagroda w dziedzinie projektowania i komunikacji Red Dot 2019 (modele Anex Air-X, Anex Quant)[20][21].
- Nagroda Red Dot 2021 (Anex m/type PRO)[22].